# Amleto (Faccio)
Amleto és una òpera en quatre actes de Franco Faccio ambientada en un llibret de Arrigo Boito, basat en Hamlet de Shakespeare. Es va estrenar el 30 de maig de 1865 al Teatre Carlo Felice de Gènova i va ser revisat per a una producció de la Scala el 12 de febrer de 1871.
La col·laboració i amistat entre llibretista i compositor duraria tota la vida de Faccio. A més (com diu el musicòleg William Ashbrook): "Amleto marca l'esforç de dos destacats membres de la Scapigliatura (un moviment reformista tardà al nord d'Itàlia en els anys 1860 i 70) per renovar la tradició de l'òpera italiana".
Després del restabliment de la Scala el 1871, l'òpera va desaparèixer per gairebé 130 anys. No obstant això, en els últims anys, han tornat a aparèixer còpies de la partitura i el llibret i el director Anthony Barrese va crear una edició crítica que va ser presentada en una versió completa per Opera Southwest a Albuquerque, Nou Mèxic i Baltimore Concert Opera en concert a Baltimore, Maryland, l'octubre de 2014.

## Història de la composició
La història de Amleto, a partir d'un llibret que el músic italià Rafaello DeRensis afirma ser escrit específicament per Faccio per Arrigo Boito, és una mica confús pel que fa a com l'elecció d'Hamlet com a subjecte es va produir, però el llibretista va completar la seva "Llibret innovador "el 2 de juliol de 1862, mentre que a Polònia, molt per davant de la primera òpera de Faccio.
No obstant això, la primera col·laboració de Faccio amb Boito havia estat escriure una cantata patriòtica, Il quattro giugno en 1860 quan Boito també va escriure una mica de la música així com el text, i això va ser seguit per una seqüela, La sorelle d'Itàlia, També en l'esperit del moviment cap a la unificació italiana. Ashbrook s'observa que un dels aspectes de la importància d'aquesta òpera és que "com el primer llibret de Boito derivat de Shakespeare, revela al futur poeta d'Otello i Falstaff col·laborant amb un compositor molt menys experimentat i dotat que Verdi".
La primera òpera de Faccio, I profughi fiamminghi, va ser donada a La Scala el 1863, però el seu fracàs va ser seguit per un partit de celebració donat pels seus amics a Faccio i l'esdeveniment va incloure la lectura de Boito de la infame "Oda saffica col bicchiere alla mà" Enfurir Giuseppe Verdi.

## Representacions

### Estrena a Gènova
L'òpera es va estrenar el 30 de maig de 1865 al Teatre Carlo Felice de Gènova. El repartiment va incloure alguns dels millors cantants del dia, incloent Mario Tiberini en el paper de Amleto. Segons DeRensis, l'obra va ser acceptada en el Carlo Felice causa de la intervenció personal del professor del Conservatori de Boito, Alberto Mazzucato, que era amic de Mariani. Encara Ashbrook assenyala que la reacció general va ser "consternació per l'escassetat de melodia de la partitura", afegeix que la marxa funerària d'Ophelia, la "Marcia Funebre", "[va guanyar] l'aprovació general" Mentre que les dues òperes de Faccio no van aconseguir l'èxit, els crítics van ser unànimes en el seu elogi de la promesa mostrada en el jove compositor i, els següents relats contemporanis, l'audiència sembla haver mostrat el seu plaer en el que havien sentit.
El 31 de maig, la Gazzetta di Genova va escriure:
L'òpera va ser generalment aplaudida al final del primer acte, en Ofelia i el duet de Amleto, al final del segon acte, en el canzone d'Ofelia en el tercer, i en la marxa fúnebre de la cambra. El jove mestre va ser cridat a l'escenari moltes vegades.
Aquest mateix dia, el diari Moviment va escriure:
Les expectatives eren altes per a l'estrena, perquè el dubte havia circulat la reputació del nou tipus de música intentada pel jove mestre. Per tant, el públic es va precipitar en gran nombre i amb una actitud de qui vol jutjar amb circumspecció i, diguem també, amb severitat. Però de les expectatives del dubte van canviar la seva ment, i després d'haver esperat per pensar en ell, una decisió va ser feta; Aplaudien i aplaudien amb espontaneïtat, amb consciència, amb entusiasme.
Barrese proporciona "un compte més personal, si no més esbiaixada, que ve de Mazzucato i va ser enviada al mestre de Faccio, Stafano Ronchetti-Monteviti. La llarga carta va ser publicada íntegrament en la" Giornale della Società del Quartetto "ia ' 'Franco Faccio i Verdi' ', DeRensis reimprimeix les següents seleccions ":
"Amleto" ... va despertar emocions inusuals i profundes en el públic genovès, que va celebrar al seu distingit estudiant amb tota mena de recepció afalagadora. Les cortines -el crida del mestre i dels intèrprets- van ser unànimes, insistents, contínues i cada vegada més càlides a mesura que el treball imaginatiu es desenvolupava davant els ulls dels oients que estaven molt sorpresos amb la veritat de la seva concepció, la novetat de la forma, Les melodies, l'harmonia del conjunt, i de l'habilitat robusta que domina tota la partitura.
[…] Mentre veiem joves italians donar com a segona obra una creació tan seriosa i forta com la de Amleto, tinguem la seguretat, estimat col·lega, que l'art italià no està a prop de morir. La victòria de Amleto era legítima, i me n'alegro perquè veig en ella una nova consagració de les nostres idees, i has de ser doblement feliç per ella, pel triomf d'aquestes idees i pel plaer de tenir Va educar a un talent poderós com Franco Faccio en l'art italià.
Giuseppe Verdi, quan va sentir parlar de l'èxit de l'òpera, va escriure al llibretista Francesco Maria Piave afirmant que "si Faccio té èxit, estic sincerament feliç, altres potser no ho creen, però només altres, tu em coneixes i saps que callo o dic el que sento".

### Versió revisada de la Scala
Després de l'estrena, Amleto va romandre latent durant gairebé sis anys mentre els seus autors s'embarcaven en una sèrie d'aventures musicals i extramusicals. Va ser també durant aquests anys que Faccio va començar a dirigir, que resultaria ser la seva veritable vocació.
No obstant això, Amleto mai va estar lluny dels seus pensaments, i els seus amics i familiars van seguir instant-lo a buscar una altra producció. En una carta escrita el 27 de febrer de 1867, el seu amic la comtessa Maffei va renyar per no haver tingut l'oportunitat de presentar a Amleto la reina de Prússia quan tingués l'oportunitat.
El tan esperat revifalla va ser programat per a la temporada d'1870/71 a La Scala. Segons DeRensis, l'espectacle va ser possible per una raó: el llibret de Carré i Barbier per a l'òpera Hamlet i escrit per Ambroise Thomas, va ser jutjat unànimement per profanació. Per a la producció de la Scala, Mario Tiberini va tornar a interpretar el paper de Amleto. Novament va ser acompanyat per alguns dels cantants més famosos de l'època i el director de la Scala, Eugenio Terziani, va cedir el testimoni a Faccio.
Segons DeRensis els assajos van començar suaument i l'assaig general va ser fixat per al 16 de gener de 1871. L'endemà, Tiberini va aconseguir malalt i l'òpera es va posposar per més de 2 setmanes. Finalment els assajos van començar una altra vegada, i Tiberini va tornar a emmalaltir. Un segon assaig general va ser donat i la Comissió del Teatre de la Scala va jutjar a Tiberini en condicions de cantar, tot i les protestes de Faccio. El 12 de febrer es va inaugurar la nit, i el que anava a ser l'última actuació de Amleto. Malgrat les bones intencions, Tiberini estava completament sense veu aquesta nit.
Com assenyala Barrese: "DeRensis escriu que l'actuació era incerta i desorganitzada, i la descriu de la següent manera":
Tiberini, completament sense veu i desorientat, no emetia una sola nota amb l'accent d'aquest gran artista que era, va baixar els llançaments i va acabar amb frases senceres. Ell, i amb una angoixa molt visible, va fer impossible la comprensió de l'òpera. Faccio dirigit, aparentment tranquil, però en realitat molt pertorbat. Algunes peces del conjunt com la dansa i el brindisi [acte 1, escena i], el preludi del violoncel [Act 1, sc.ii], Racconto del Spettro [acte 1, escena ii], el Pater noster [acte 3, escena i] Que va aconseguir a Bertolasi dues trucades de la cortina - el trio del tercer acte, el quart acte la marxa fúnebre (donat la benvinguda amb aplaudiments Roaring i dues trucades de la cortina pel compositor), van estalviar la producció d'un naufragi.
Després de l'actuació, Faccio, tan pertorbat per aquest fiasco, immediatament va retirar la peça, i es va negar a tornar a realitzar-la. Encara Amleto mai va ser produït de nou en la seva vida, la seva estudiant (i després el compositor mateix), Antonio Smareglia, va observar que era sempre molt estimat al seu cor.

### Reestrena de 2014
L'òpera va rebre la seva primera actuació completament posada en escena a 143 anys el 26 d'octubre de 2014 en el Teatre de la Revista a Albuquerque, Nou Mèxic en una producció d'Opera Southwest i va funcionar per a tres funcionaments. Les actuacions van ser conduïdes per Antony Barrese usant una edició crítica del compte que ell havia reconstruït del manuscrit de l'autògraf de Faccio. Els papers principals van ser cantats per Alex Richardson (Amleto), Abla Lynn Hamza (Ofèlia), Caroline Worra (Geltrude) i Shannon De Vaig venir (Claudio) amb direcció de David Bartholomew. A principis d'octubre, Barrese havia realitzat una actuació de concert de la partitura amb acompanyament de piano per a Baltimore Concert Opera a Baltimore Maryland, utilitzant el mateix elenc principal. El 2015, la producció d'Opera Southwest va rebre una nominació dels Premis d'Òpera Internacional en la categoria Rediscovered Work.

## Instrumentació
2 flautes (2n piccolo doblant), 2 oboès, (2n doblant banya anglès), 2 clarinets, clarinet baix), 2 fagots; 4 banyes, 2 trompetes, 2 cornetes, 3 trombons, cimbasso; Timbals, percussió (tambor lateral, triangle, bombo), tam-tam, glockenspiel; arpa; instruments de corda. A l'escenari: Banda, quartet solista, arpa, caixa

## Sinopsi

### Acte 1
Escena 1
La mort sobtada del rei i el nou matrimoni de la seva mare la Reina Geltrude al seu oncle Claudio ha deprimit al príncep Amleto. Encara lamentant al seu pare i en estat de xoc per l'estrany nou matrimoni de la seva mare, Amleto es nega a participar en les festes de coronació al Castell de Elsinore ( Ah, si dissolva quest'abbietta carn ). Ofelia li recorda el poder etern de l'amor ( Dubita pur che brillino ). L'amic de Amleto Orazio i Marcello, un sentinella, arriben, havent vist el fantasma del pare de Amleto caminant pel castell a la nit. Els tres decideixen vigilar el fantasma.
Escena 2
Amleto, Orazio i Marcello vigilen des d'un parapet castell. El fantasma apareix, indicant que ell desitja parlar només amb Amleto ( La teva Dei sapere ch'io són l'anima lesa ). Revelant que el seu germà, Claudi, el va assassinar i va prendre la seva corona, implora a Amleto per venjar-ho. Amleto jura venjança i obliga els seus amics a no revelar el que han vist aquesta nit.

### Acte 2
Escena 1
Al castell, Lord Chamberlain Poloni, pare d'Ofèlia, tracta de convèncer a Claudio i Geltrude que la malenconia d'Amleto és un símptoma del seu amor per Ofèlia. Els tres es retiren, i Amleto entra, meditant sobre el suïcidi ("Essere o non essere" / "Ser o no ser"). Ofelia entra i tracta de tornar algunes fitxes que ell li havia donat. A l'fingir bogeria, Amleto exigeix que renunciï a l'amor mundà i entri en un convent ( Fatti monachella ) i condemna el matrimoni. Arriba un grup de cantants itinerants i Amleto decideix fer-los representar un regicidi similar al del seu pare, perquè pugui observar la reacció de Claudio.
Escena 2
La cort es reuneix per a l'obra, i Amleto ordena a Orazio ja Marcello que mirin a Claudio de prop. Amleto crida l'obra El parany ( la trappola ), però assegura a tots que no hi ha res ofensiu en ella. A mesura que l'obra avança, Claudio es torna cada vegada més agitat ( Regina nel core ), mentre que Geltrude amonesta el seu comportament ximple. En el clímax de l'obra, Claudio surt corrent de l'habitació, horroritzat. Amleto es delecta en l'èxit del seu pla ( Viva la trappola! )

### Acte 3
Escena 1
Solament en les seves càmeres, Claudio és vençut pel remordiment ( O nera colpa! ). Amleto entra i està a punt de colpejar, però s'adona que si mata a Claudio en oració, Claudio serà enviat al cel. Desitjant un moment més oportú, es retira. Claudio ora ( O Pare nostro ), però al final, es retira i surt.
Poloni entra amb Geltrude, i la insta calmar Amleto. Mentre Amleto s'acosta, Poloni s'amaga darrere d'un tapís. Amleto i la seva mare discuteixen i Amleto l'amenaça. Poloni demana ajuda. Creient que Claudio s'amaga darrere el tapís, Amleto apunyala la Poloni, donant-se compte del seu error massa tard. En el seu deliri, Amleto fa front a la maldat del rei ( O re ladrone ). El fantasma entra, ordenant a Amleto que se centri en la venjança. Amleto demana perdó al fantasma ( Celesti spirti! Lúgubre ). Geltrude, que no veu el fantasma, creu que Amleto s'ha tornat boig.
Amleto es retira, i Geltrude admet privadament la seva culpabilitat ( Ah! Che Alfine all'empio scherno ).
Escena 2
Laerte envaeix el castell, exigint justícia per l'assassinat del seu pare, Poloni. Claudio ho calma, i els dos miren horroritzats mentre Ofelia entra, ara boig, imaginant el funeral del seu pare ( la bara involta ). Claudio informa Laerte que Amleto va matar Poloni; Laerte jura venjança, i tots dos surten. En sentir el nom de "Amleto", Ofelia descendeix més profundament en la seva bogeria ( Bell'alberel dolente ), eventualment ofegant-se en un rierol.

### Acte 4
Escena 1
Dos enterramorts estan ocupats en el treball, preparant-se per un funeral (Oggi a me, domani a te). Amleto i Orazio entren i burlen amb un dels enterramorts. Sentint una multitud apropar-se, s'amaguen. Una llarga processó funerària entra pel cos d'Ofèlia. Laerte maleeix a Amleto ("Che Iddio scaraventi l'Ardente saetta"), qui després es revela a si mateix. Amleto i Laerte barallen breument. Amleto afirma que li encanta Ofelia ( Io quella morta amai ). Claudio insta Laerte a que surti, fent referència a un pla secret per lluitar amb Amleto.
Escena 2
(Només existent en la versió original de 1865)
Un herald anuncia a la cort que Amleto i Laerte voltaran per a l'esport ( Illustri Cortigiani i cavalieri ). Laerte assegura a Claudio que la punta de la seva espasa està enverinada. Amleto es disculpa públicament amb Laerte, al·legant bogeria temporal. Els dos homes comencen el seu duel i quan Amleto guanya un punt, Claudio ofereix un brindis, instant a Amleto a beure de la seva tassa ( La coppa è fa vessar ). Ocupat amb el dol, Amleto declina, mentre Geltrude murmura a Claudio que sap que la tassa és plena de verí. Després que Amleto guanyi un altre punt, Claudio li ofereix a Amleto una beguda de nou, però Geltrude s'apodera de la copa, beu i es desmaia. Mentre Amleto es distreu, Laerte el fereix amb l'espasa enverinada. Enfurismat, Amleto desarma al seu oponent, canvia d'espasa amb Laerte i el fereix. Laerte confessa que s'està morint, víctima de la seva pròpia ruïna, i que la copa de Claudio va ser enverinada. Amleto apunyala Claudi, abans de morir.